# Isola Paté
L'isola Paté è un'isola fluviale francese sita nell'Estuario della Gironda. Si trova al largo del comune di Blaye, al quale appartiene territorialmente, nel dipartimento della Gironda, in Aquitania. Essa ospita il Forte Paté, una fortezza costruita nel XVII secolo a difesa dell'estuario in generale e del porto di Bordeaux in particolare, dal possibile attacco di navi nemiche. Dal 2008 il forte è stato dichiarato Patrimonio dell'umanità dall'UNESCO, nell'ambito del gruppo prescelto di fortificazioni progettate dal Vauban e riconosciute come patrimonio universale.

## Storia
Come tutte le isole dell'estuario, quella di Paté è costituita da materiale alluvionale fluviale e da sabbie oceaniche portatevi dal flusso delle maree. Nel XVII secolo non era che un grosso banco di sabbia, allorché l'architetto militare e maresciallo di Francia Sébastien Le Prestre de Vauban decise di costruirvi una fortezza che, insieme al Forte Médoc ed alla cittadella di Blaye avrebbe dovuto costituire il complesso difensivo dell'estuario. All'instabilità del suolo sabbioso si sopperì con la costruzione di una griglia palificata in legno, per il consolidamento delle fondamenta; i lavori furono affidati all'ingegnere François Ferry e durarono dal 1690 al 1693.
L'isola è sottoposta a forti fenomeni di erosione, tanto che dal 1723 al 1912 la sua superficie si è ridotta da 20 a 13 ha.

## Popolazione
Come la gran parte delle isole dell'estuario, Paté è abitata dall'uomo dal XVIII secolo. Una guarnigione permanente di 15 soldati vi risiedé fino al XIX secolo. La modesta dimensione dell'isola non permette lo sviluppo di un'agricoltura e quindi non venne per questo mai colonizzata. Oggi è oggetto di meta turistica con il collegamento alle rive da parte di un battello fluviale.